# Kloster Petit Clairvaux
Kloster Petit-Clairvaux (auch: Tracadie) war von 1825 bis 1901 ein kanadisches Kloster der Trappisten in Tracadie (heute: Monastery), östlich Antigonish, Antigonish County, Nova Scotia. Es ist nicht zu verwechseln mit der Zisterzienserinnenabtei Petit-Clairvaux in Frankreich.

## Geschichte
1819 gründete der Trappist Vincent de Paul Merle in Tracadie, Nova Scotia, das Kloster Notre-Dame du Petit Clairvaux (Beginn des Klosterlebens 1825). Von Oktober 1823 bis Juni 1825 kam er nach Frankreich und suchte sich vier Mitstreiter, darunter den Priester François-Xavier Kaiser (1785–1862). Bei einer neuerlichen Europareise von 1836 bis 1838 unterstellte der Papst das Kloster mit 12 Mönchen, sowie das 1826 aus heimischen Kandidatinnen gebildete zugeordnete Frauenkloster mit 9 Nonnen, der Aufsicht des Ortsbischofs William Fraser (1779–1851), der Merle nach Kanada zurückrief. Dort übergab er 1840 die Leitung des Trappistenklosters an Kaiser und zog sich in das Trappistinnenkloster zurück. Seine fortdauernden Bemühungen um die Stabilisierung von Petit Clairvaux waren erst postum erfolgreich, als 1858 Mönche der Abtei Sankt Sixtus in Belgien zur erfolgreichen Verstärkung nach Kanada eilten und es zu einer Art zweiten Gründung kam. 1901 wurde das Kloster von Abt Murphy als „Kloster Notre-Dame de la Vallée“ (Our Lady of the Valley) im Bistum Providence, Rhode Island, neu gegründet. Petit Clairvaux ging in die Hände von Kloster Timadeuc über und diente bis 1919 als Zuflucht vor dem Gesetz zur Trennung von Kirche und Staat in Frankreich. Ab 1938 war hier das St Augustine’s Monastery des Augustinerordens, ab 2000 das Kloster Our Lady of Grace Monastery der Maroniten, dann der Augustinerinnen.
Tracadie, Nova Scotia, darf nicht mit Tracadie-Sheila, New Brunswick, verwechselt werden.

### Gründungen
- Kloster Sainte-Justine (1862–1872)

### Obere und Äbte
- Vincent de Paul Merle (1825–1853)
- François Xavier Kaiser (1853–1857)
- Jacques Deportemont (1857–1876)
- Dominique Schietecatte (1876–1898, erster Abt)
- John-Mary Murphy (1898–1907)